# Точка електронейтральності
Точка електронейтральності — енергія, при якій хімічний потенціал знаходиться між зоною провідності та валентною зоною в графені. Цій точці можна зіставити напругу на затворі, коли на залежності опору від затворної напруги спостерігається максимум опору. При легуванні графену точка електронейтральності може зсуватися правіше нуля (при легуванні акцепторами) або лівіше (при легуванні донорами) .